# Nora (etologia)

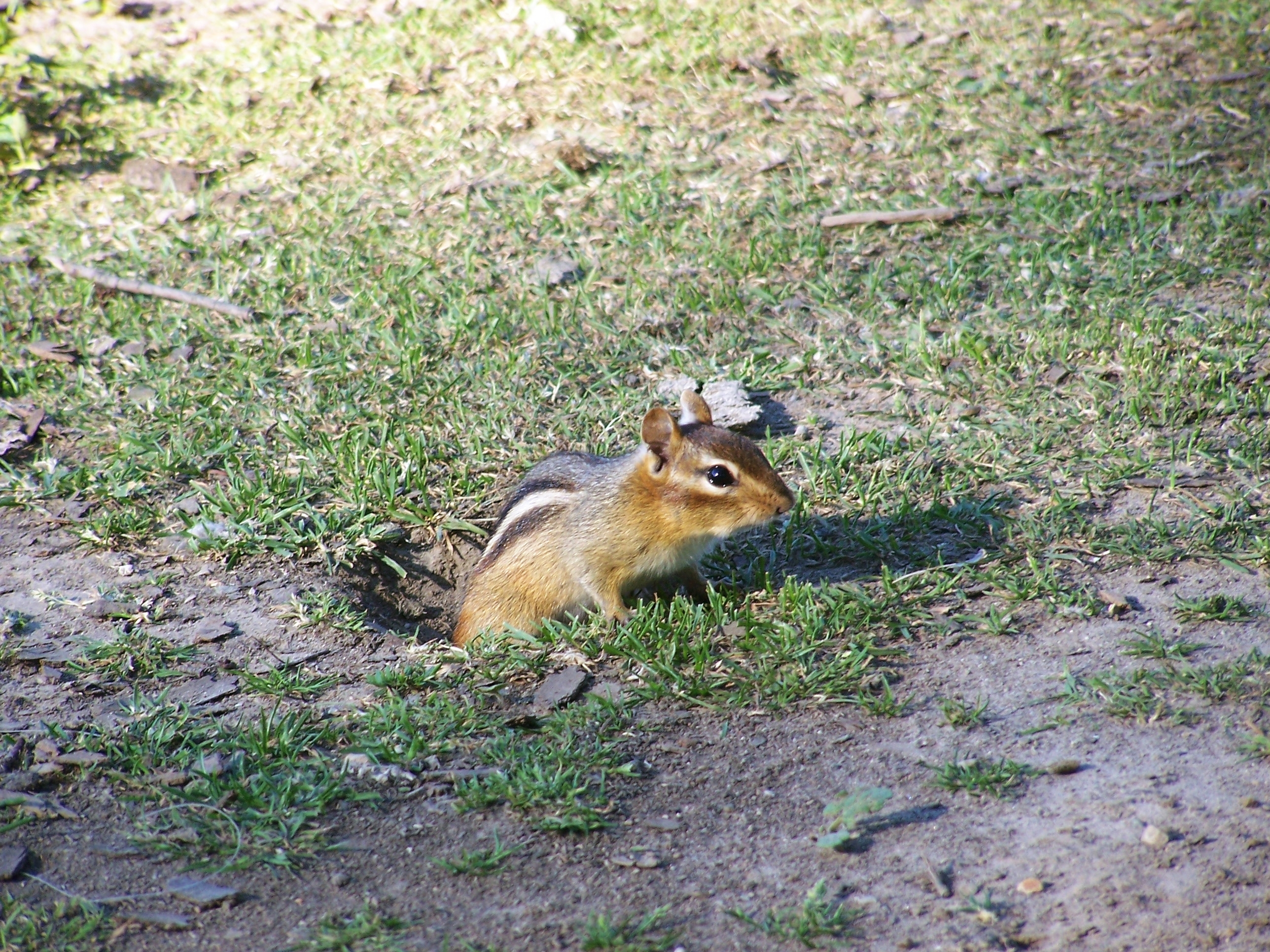
Pręgowiec amerykański opuszczający norę

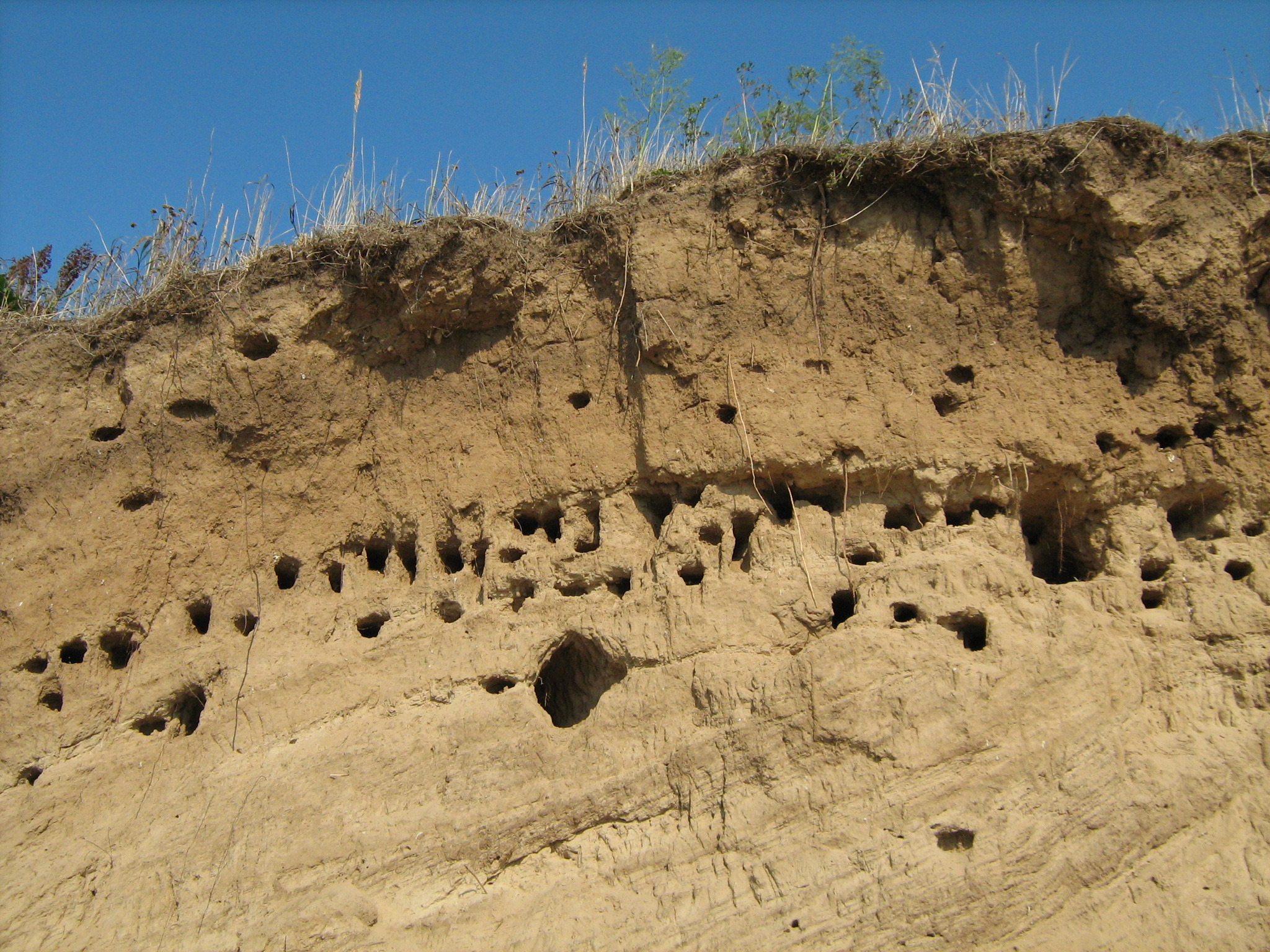
Nory ptaków na skarpie Wołgi w Rosji

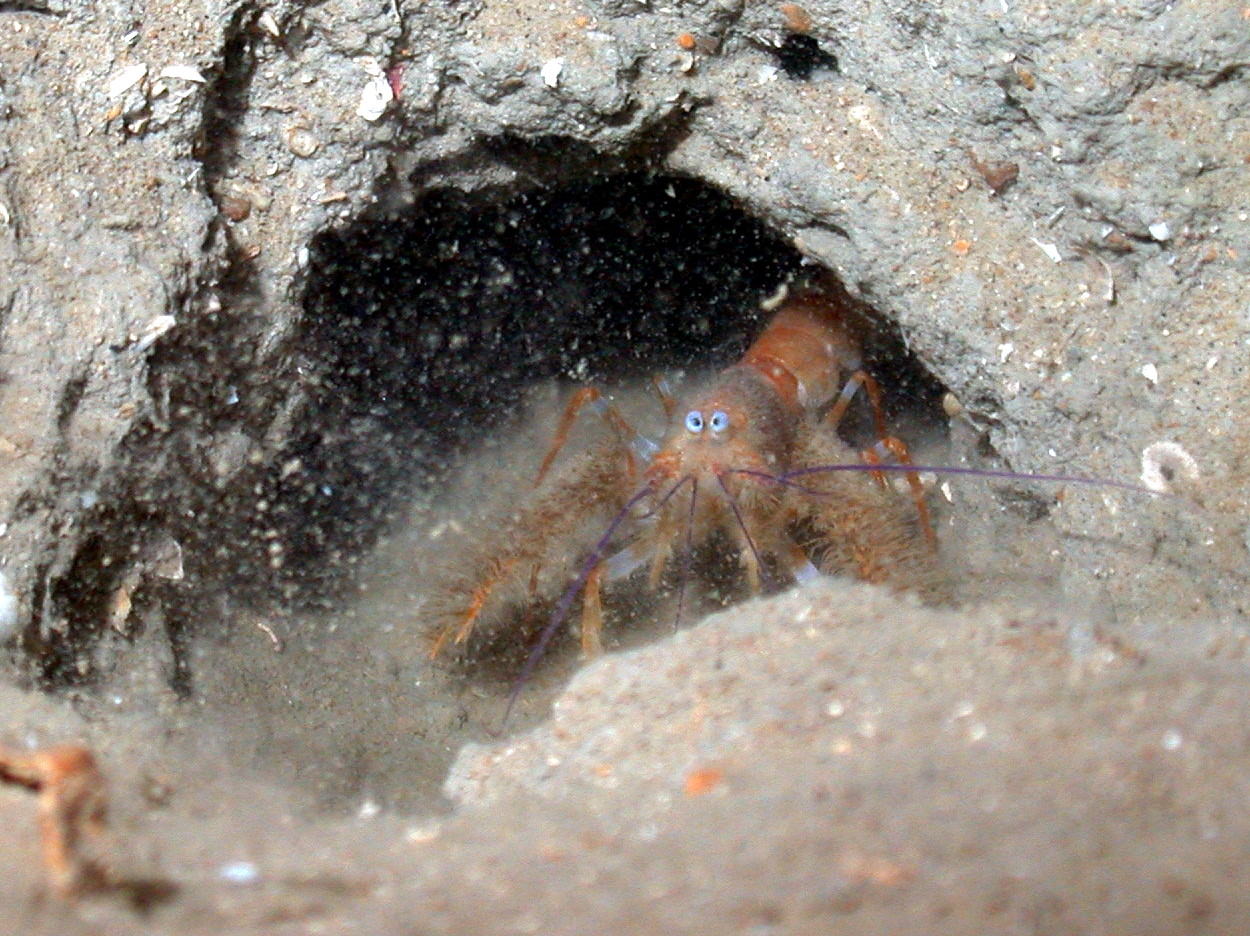
Podwodna nora

Nora – podziemna kryjówka zwierzęca, jama mająca zaspokoić elementarną potrzebę schronienia, będącą biologicznie ukształtowanym warunkiem rozwoju organizmów. Określenie nora jest używane głównie do określenia kryjówek zwierząt lądowych np. borsuka, lisa, lecz stanowi także określenie na miejsca schronienia zwierząt wodnych oraz ptaków gniazdujących w jamach wykopanych w ziemi. Zazwyczaj nory są tworzone przez dane zwierzęta, lecz czasem utworzone przez jedno zwierzę bywa wykorzystywane przez przedstawicieli innego gatunku. W ten sposób lisy wykorzystują nory borsuków.

## Ochrona prawna
Nory zwierzęce są chronione przez kilka aktów prawnych. Rozkopywania nor zabrania prawo łowieckie (art. 51 i 53). Ustawa o ochronie przyrody umożliwia wprowadzenie zakazu niszczenia nor, legowisk zwierzęcych oraz tarlisk i złożonej ikry (art. 45) — w odniesieniu do pomnika przyrody, stanowiska dokumentacyjnego, użytku ekologicznego lub zespołu przyrodniczo-krajobrazowego. Art. 52 daje podstawę wprowadzania zakazu niszczenia gniazd, mrowisk, nor, legowisk, żeremi, tam, tarlisk, zimowisk i innych schronień gatunków dziko występujących zwierząt objętych ochroną gatunkową. Ustawa o rybactwie śródlądowym zabrania połowu ryb i raków przez wyciąganie ich z nor oraz naruszania nor (art. 11).